# Plaza de Cuzco
La plaza de Cuzco es una glorieta del paseo de la Castellana, entre los distritos de Chamartín y Tetuán de Madrid. Confluyen en ella la calle de Sor Ángela de la Cruz y la avenida de Alberto Alcocer. Desde el 21 de octubre de 1953 lleva el nombre de la ciudad peruana de Cuzco. Siendo una zona eminentemente residencial y de oficinas, en ella se encuentra el edificio Cuzco IV, el Hotel AC Cuzco y el Complejo Cuzco.

## Historia
Sito en el término de la desaparecida aldea de Maudes, fue creada cuando a partir de 1933 y tras el derribo del Hipódromo de la Castellana se planea realizar la prolongación del paseo de la Castellana a partir de la plaza de San Juan de la Cruz trazando una línea recta. La longitud del nuevo tramo es de 5005 metros a contar desde el antiguo hipódromo y se iba a jalonar con cinco plazas de diversas dimensiones. Las dos plazas circulares previstas se corresponden hoy en día a las plaza de Lima y de Cuzco, y miden 70 y 90 metros de radio respectivamente.